# 刈田狼藉
刈田狼藉（かりたろうぜき、かったろうぜき）は、中世日本において土地の知行権などを主張するために田の稲を刈り取った実力行使をいう。苅田狼藉とも。

## 沿革

### 発現
中世日本の荘園公領制では、一つの土地に対して、複数の主体がそれぞれ各自の権利を有することが一般的だった。ある土地からの収穫物またはその土地自体に対して、百姓職・名主職・公文職・下司職・地頭職・領家職・本家職などといった多様な権利が重層的に存在していたのである（これを職の体系という）。各権利主体は自らの権利の所在を自ら券契や安堵状などにより証明しなければならなかった。そのような不安定な権利関係にあって、所領をめぐる紛争は頻繁に発生していた。鎌倉時代初期ごろになると、所領に対する自らの知行権を主張するため、その所領の作物を強制的に刈り取る者も現れた。これを当時、刈田・刈畠と呼んだ。

### 鎌倉期
刈田・刈畠行為をめぐる紛争は当初、所務沙汰（不動産に係る民事事件）として扱われていたが、時代が下るにつれ、刈田・刈畠行為が増加していくと、13世紀後期ごろには違法行為のニュアンスを含む「狼藉」、すなわち刈田狼藉と呼ばれるようになり、通常の所務沙汰とは別個の取扱いがなされ始めた。1310年（延慶3）からは鎌倉幕府によって検断沙汰（刑事事件）として扱われ、侍所および六波羅探題検断方の所管となった。実際に事案が発生した際は、侍所・六波羅の命を受けた当該国の守護が現地で紛争をおさめ、守護は経過を侍所などへ報告することとされていた。
ただし、刈田狼藉は即時、犯罪とされたわけではない。裁判を経て刈田行為者の権利が認められれば、刈田行為は刈田狼藉として断罪されることはなかった。刈田行為は、検断沙汰に含まれる以前は当時の社会で広く受容されていた自力救済慣行の一つとして認識されていたものと考えられている。

### 室町期
室町時代に入って間もなく1346年（貞和2）、幕府は守護による国内統治を安定させるため、刈田狼藉の検断権および使節遵行権を守護へ付与した。鎌倉期守護は、侍所などの監督下で刈田狼藉の検断を実施してきたが、室町期守護は自らの権能として刈田狼藉の検断を実施することができるようになった。
刈田狼藉紛争とは、国内の武士・荘官などの間に起こった所領紛争に他ならず、刈田狼藉検断権を獲得したことによって、守護は国内の武士・荘官へ大きな影響を及ぼすことが可能となり、以後、室町期守護は国内武士・荘官の被官化を進めていった。この刈田狼藉検断権と使節遵行権の獲得は、室町期守護が守護大名へと成長し、国内に守護領国制を布くに至る重要な契機となったのである。

### 戦国期
戦国時代にも刈田行為は行われた。室町期守護は刈田狼藉を検断する立場だったが、戦国大名は自軍勢の兵粮とする目的で敵領田畠を刈田・刈畠することが少なくなかった。またこの刈田行為には、敵側の収穫物を減少させる（奪う）という目的も含まれていた。
太閤検地によって土地に対する重層的な権利関係が解消されると、刈田狼藉という行為も概念も次第に消失していった。

## 補注
1. ↑  この他の刈田の原因として、戦争時における兵糧の現地調達を目的とした収奪及び敵対勢力の生産力を奪うための刈田も存在する。